# Волгоградская государственная академия физической культуры
Волгоградская государственная академия физической культуры основана в 1960 году на базе Сталинградского техникума физической культуры. Статус академии вузу присвоен в 1996 году, до 1996 года институт. Один из 14 спортивных вузов России.

## История
В 1925 году был образован Сталинградский техникум физической культуры. 28 ноября 1959 года Постановлением Совета Министров РСФСР № 1870, был образован Сталинградский государственный институт физической культуры. Первый звонок, ознаменовавший собой начало занятий, прозвучал 1 октября 1960 года. В июне 1964 года, состоялся первый выпуск специалистов с высшим физкультурным образованием.
Академия стала известна благодаря своей попытке сноса в 2013 году Волгоградского дебаркадера на озере Денежном, находившегося у неё на правах оперативного управления. После приостановки сноса, запрошенной муниципальными депутатами, дебаркадер сгорел в результате поджога, совершённого неустановленными лицами, что довело до конца планы по его сносу.

## Материальная база
Вуз располагает современной материально-технической базой:
- Учебно-спортивный комплекс по легкой атлетике и футболу (манеж)
- 12 спортивных залов для занятий различными видами спорта
- Малое футбольные поля с синтетическим покрытием
- Легкоатлетический стадион
- Теннисные корты
- Открытые волейбольные и баскетбольные площадки
- Тренировочная площадка по футболу с натуральным покрытием
- Бассейн (открытого и крытого типа)

## Геральдика
| Флаг |

## Структура ВУЗа
Академия структурно состоит из 4 факультетов, магистратуры и аспирантуры, 8 выпускающих и 2 общеобразовательных кафедр.

### Факультеты
- Факультет физической культуры и спорта
- Факультет заочного обучения
- Факультет научно-педагогического образования
- Факультет дополнительного образования и довузовской подготовки

### Кафедры

#### Выпускающие кафедры
- Кафедра гуманитарных дисциплин и экономики
- Кафедра педагогики, психологии и коммуникативных дисциплин
- Кафедра теории и методики адаптивной физической культуры
- Кафедра теории и методики лёгкой атлетики
- Кафедра теории и методики гимнастики, танцевального спорта и аэробики
- Кафедра теории и методики спортивных единоборств и тяжёлой атлетики
- Кафедра теории и методики водных видов спорта
- Кафедра теории и методики спортивных игр
- Кафедра теории и методики физического воспитания

#### Общетеоретические кафедры
- Кафедра медико-биологических дисциплин
- Кафедра теории и технологии физической культуры и спорта

## Ректоры академии
- 1960—1968 — Гончаров Борис Павлович
- 1968—1988 — Печерский Николай Васильевич
- 1988—2004 — Сучилин Анатолий Александрович
- 2004—2015 — Шамардин Александр Иванович
- 2015—2019 — Сергеев Вячеслав Николаевич
- 2019—по н.в.— Якимович Виктор Степанович

## Известные студенты
В разное время в академии обучались:
- Леонид Слуцкий
- Владимир Горюнов
- Олег Веретенников
- Елена Исинбаева
- Евгений Алдонин[2]
- Максим Опалев
- Татьяна Лебедева
- Елена Слесаренко
- Александр Беркетов[2]
- Лариса Ильченко
- Александр Попов
- Александр Никитин[2]
- Евгений Садовый
- Ольга Бондаренко
- Александр Шмарко[2]
- Денис Панкратов
- Владимир Смирнов
- Валерий Бурлаченко[2]
- Роман Адамов
- Сергей Полстянов
- Денис Колодин[2]
- Александр Болошев
- Андрей Кривов[2]
- Евгений Трофимов
- Андрей Долопчи
- Евгений Николко
- Сергей Михайлов
- Валерий Есипов[2]
- Александр Гузенко

См. также: Категория: Выпускники Волгоградской академии физической культуры

## Сотрудники академии

### Ректорат
- Якимович Виктор Степанович (ректор)
- Безнебеева Анна Михайловна (проректор по учебной работе)
- Фатьянов Игорь Александрович (проректор по научно-исследовательской работе)
- Руденко Александр Владимирович (проректор по административно-хозяйственной работе)
- Кириллова Ирина Александровна (проректор по молодёжной политике)

### Бывшие сотрудники
- Саксонов, Николай Николаевич — первый заведующий кафедры тяжёлой атлетики и бокса.
- Шубина, Мария Тимофеевна — преподаватель кафедры анатомии и биомеханики.